# آدولف کاینتس
آدولف کاینتس (انگلیسی: Adolf Kainz; ۵ ژوئن ۱۹۰۳ – ۱۲ ژوئیهٔ ۱۹۴۸) قایقران کانو اهل اتریش بود.